# Governo do Rio Grande do Norte
O Governo do Estado do Rio Grande do Norte ou Poder Executivo potiguar (norte-rio-grandense) é chefiado pelo governador do estado do Rio Grande do Norte, Brasil, que é eleito em sufrágio universal e voto direto e secreto pela população local para mandatos de quatro anos de duração, podendo ser reeleito para mais um mandato.
Sua sede é o Palácio de Despachos de Lagoa Nova, no Centro Administrativo do Estado do Rio Grande do Norte, em Natal.
O estado do Rio Grande do Norte, assim como em uma república, é governado por três poderes, o executivo, representado pelo governador; o legislativo, representado pela Assembleia Legislativa do Rio Grande do Norte; e o judiciário, representado pelo Tribunal de Justiça do Estado do Rio Grande do Norte e outros tribunais e juízes.

## Executivo
- Governadora: Fátima Bezerra - PT
- Vice-governador: Walter Alves - MDB

### Órgãos da Administração Direta
Os órgãos da administração direta do estado do Rio Grande do Norte são os seguintes:
| Órgão                                                                                                 | Titular                                |
| --- | -------------------------------------- |
| Assessoria de Comunicação Social - ASSECOM                                                            | Daniel Cabral                          |
| Controladoria-geral do Estado - CONTROL                                                               | Luciana Daltro de Castro Pádua Bezerra |
| Gabinete Civil do Governo do RN                                                                       | Raimundo Alves Júnior                  |
| Procuradoria-geral do Estado - PGE                                                                    | Antenor Roberto                        |
| Secretaria de Estado da Administração - SEAD                                                          | Pedro Lopes de Araújo Neto             |
| Secretaria de Estado da Agricultura, da Pecuária e da Pesca - SAPE                                    | Guilherme Moraes Saldanha              |
| Secretaria de Estado da Educação, da Cultura, do Esporte e do Lazer - SEEC                            | Socorro Batista                        |
| Secretaria de Estado da Infraestrutura - SIN                                                          | Gustavo Fernandes Rosado Coelho        |
| Secretaria de Estado da Administração Penitenciária - SEAP                                            | Helton Edi Xavier da Silva             |
| Secretaria de Estado das Mulheres, da Juventude, da Igualdade Racial e dos Direitos Humanos - SEMJIDH | Olga Aguiar de Melo                    |
| Secretaria de Estado da Saúde Pública - SESAP                                                         | Cipriano Maia de Vasconcelos           |
| Secretaria de Estado da Segurança Pública e da Defesa Social - SESED                                  | Francisco Canindé de Araújo Silva      |
| Secretaria de Estado da Tributação - SET                                                              | Carlos Eduardo Xavier                  |
| Secretaria de Estado do Desenvolvimento Rural e da Agricultura Familiar - SEDRAF                      | Alexandre de Oliveira Lima             |
| Secretaria de Estado do Desenvolvimento Econômico - SEDEC                                             | Jaime Calado Pereira dos Santos        |
| Secretaria de Estado do Meio Ambiente e dos Recursos Hídricos - SEMARH                                | Paulo Lopes Varela                     |
| Secretaria de Estado do Planejamento e das Finanças - SEPLAN                                          | José Aldemir Freire                    |
| Secretaria de Estado do Trabalho, da Habitação e da Assistência Social - SETHAS                       | Iris Maria de Oliveira                 |
| Secretaria de Estado do Turismo - SETUR                                                               | Ana Maria da Costa                     |
| Secretaria Extraordinária de Gestão de Projetos e Articulação Institucional - SEGAI                   | Maria Virgínia Ferreira Lopes          |

### Órgãos da Administração Indireta
Os órgãos da administração indireta do Rio Grande do Norte são os seguintes:
| Órgão                                                                             | Titular                                |
| --------------------------------------------------------------------------------- | -------------------------------------- |
| Agência de Fomento do RN - AGN                                                    | Márcia Maia                            |
| Agência Reguladora de Serviços Públicos do RN - ARSEP                             | Rosângela Maria Fonseca de Oliveira    |
| Companhia de Águas e Esgotos do RN - CAERN                                        | Roberto Sergio Ribeiro Linhares        |
| Centrais de Abastecimento do Rio Grande do Norte - CEASA                          | Flávio Morais                          |
| Companhia de Processamento de Dados do RN - DATANORTE                             | Jonny Costa                            |
| Companhia Estadual de Habitação e Desenvolvimento - CEHAB                         | Pablo Thiago Lins de Oliveira Cruz     |
| Companhia Potiguar de Gás - Potigás                                               | Marina Melo Alves Siqueira             |
| Corpo de Bombeiros Militar - CBM                                                  | Luis Monteiro da Silva Júnior          |
| Defensoria Pública Geral do Estado - DPGE                                         | Clístenes Mikael de Lima Gadelha       |
| Departamento de Estradas de Rodagem - DER/RN                                      | Natécia Shirley Nunes                  |
| Departamento Estadual de Imprensa - DEI                                           | Flávia Celeste Martini Assaf           |
| Departamento Estadual de Trânsito - DETRAN/RN                                     | Jonielson Pereira de Oliveira          |
| Empresa de Pesquisa Agropecuária do RN - EMPARN                                   | Rodrigo Oliveira Maranhão              |
| Empresa Gestora de Ativos do RN - EMGERN                                          | Káthia Frassinetti Palhano de Oliveira |
| Empresa Potiguar de Promoção Turística - EMPROTUR                                 | Bruno Giovani dos Reis                 |
| Fundação de Apoio à Pesquisa do Estado do Rio Grande do Norte - FAPERN            | Maria Lúcia Pessoa Sampaio             |
| Fundação de Atendimento Socioeducativo - Fundase/RN                               | Herculano Campos                       |
| Fundação José Augusto - FJA                                                       | Joaquim Crispiniano Neto               |
| Instituto de Assistência Técnica e Extensão Rural do Rio Grande do Norte - EMATER | Cesar José de Oliveira                 |
| Instituto de Defesa e Inspeção Agropecuária do RN - IDIARN                        | Mário Victor Freire Manso              |
| Instituto de Desenvolvimento Econômico e Meio Ambiente do RN - IDEMA              | Leonlene de Sousa Aguiar               |
| Instituto de Formação de Professores Presidente Kennedy - IFESP                   | Márcia Maria Alves de Assis            |
| Instituto de Gestão de Águas do Estado do Rio Grande do Norte - IGARN             | Francisco Auricélio de Oliveira Costa  |
| Instituto de Pesos e Medidas do RN - IPEM                                         | Mariana Iasmim Bezerra Soares          |
| Instituto de Previdência do RN - IPERN                                            | Nereu Batista Linhares                 |
| Instituto Técnico-Científico de Polícia - ITEP                                    | Marcos José Brandão Guimarães          |
| Junta Comercial do Estado do RN - JUCERN                                          | Carlos Augusto de Paiva Maia           |
| Polícia Civil do Estado do Rio Grande do Norte                                    | Ana Cláudia Saraiva Gomes              |
| Polícia Militar do RN - PM/RN                                                     | Alarico José Pessoa Azevêdo Júnior     |
| PROCON RN                                                                         | Thiago Gomes da Silva                  |
| Universidade do Estado do Rio Grande do Norte - UERN                              | Cicília Maia Leite                     |

## Legislativo
O Poder Legislativo do Rio Grande do Norte é unicameral, constituído pela Assembleia Legislativa do Estado do Rio Grande do Norte, localizado no Palácio José Augusto. Ela é constituída por 24 deputados, que são eleitos a cada 4 anos. O atual presidente da Assembleia Legislativa do Rio Grande do Norte é o deputado Ezequiel Ferreira (PSDB).

## Judiciário
A maior corte do Poder Judiciário potiguar é o Tribunal de Justiça do Estado do Rio Grande do Norte situada em Natal, Rio Grande do Norte.
- Presidente: Desembargador Amílcar Maia.[4]